# Dimissione dallo stato clericale
La dimissione dallo stato clericale (amissio status clericalis) è una disposizione della Santa Sede, la quale, per motivi personali o disciplinari, dispensa un chierico della Chiesa cattolica, secolare o regolare, dagli obblighi del sacramento dell'ordine.

## Normativa
Secondo il canone 290 del Codice di diritto canonico la dimissione dallo stato clericale, con dispensa dagli obblighi provenienti dalla sacra ordinazione, può avvenire per tre cause:
1. «per sentenza giudiziaria o decreto amministrativo con cui si dichiara l'invalidità della sacra ordinazione», ossia nei casi in cui l'ordinazione è ritenuta invalida;
2. «mediante la pena di dimissione inflitta legittimamente», ossia a causa di un grave delitto commesso dal chierico (dimissione in poenam);
3. «per rescritto della Sede Apostolica», ossia nei casi in cui il ministro sacro fa istanza di poter abbandonare lo stato clericale (dimissione ex rescripto).

Il vescovo, il presbitero o il diacono dimesso, perde automaticamente i diritti propri dello stato clericale e non è più tenuto ai relativi obblighi. Perde, inoltre, la dignità e i compiti ecclesiastici e rimane escluso dall'esercizio del sacro ministero, né può avere un compito direttivo in ambito pastorale. Non può insegnare nei seminari, e negli altri istituti dove sono presenti insegnamenti di discipline teologiche.
Nonostante il nome di questa disposizione canonica sia attualmente "dimissione dallo stato clericale", comunemente continua ad essere utilizzata l'espressione del Codice di diritto canonico del 1917, che parlava di "riduzione allo stato laicale".
Normalmente in questi casi si parla di ex-vescovo, ex-prete o ex-diacono, sebbene, secondo il canone 290 del Codice di diritto canonico, essendo l'ordinazione un sacramento che conferisce un carattere, la condizione sacerdotale non viene mai perduta (tranne nel caso di “invalidità dell’ordinazione”, in quanto la condizione sacertotale non è mai sussistita): dopo essere stato validamente ricevuto, l'ordine sacro non può mai essere reso invalido.

### La dimissione per pena
La dimissione dallo stato clericale a causa di un grave delitto commesso da un chierico può avvenire solo dopo un processo penale, previsto dal Codice di diritto canonico ai nn. 1720-1728.
I casi previsti dal Codice di diritto canonico per i quali si può applicare, come massima pena, la dimissione dallo stato clericale, sono i seguenti:
- l'apostasia, l'eresia e lo scisma (can. 1364, §2);
- la profanazione dell'eucaristia (can. 1367);
- la violenza contro il Papa o la sua uccisione (cann. 1370, §1, e 1397);
- casi gravi in cui il confessore sollecita il penitente a commettere atti sessuali (can. 1387);
- l'attentato contro il matrimonio sacramentale (can. 1394, §1);
- il concubinato (can. 1395, §1);
- gli atti sessuali, in violazione del sesto comandamento, fatti con violenza, o minacce, o pubblicamente, o con minori al di sotto dei sedici anni (can. 1395, §2).

### La dimissione per rescritto
La dimissione dallo stato clericale può essere concessa dalla Santa Sede, tramite un rescritto, su esplicita richiesta del chierico. Il rescritto dispensa il richiedente dagli obblighi connessi con il sacramento dell'ordine, compreso il celibato e, per i religiosi, l'obbligo di osservanza dei voti.
Le procedure per la concessione della dispensa sono stabilite dalla Lettera ai Vescovi e Superiori Generali riguardante la dispensa dal celibato sacerdotale della Congregazione per la dottrina della fede del 1980, con le annesse Norme per la dispensa dal celibato sacerdotale a istanza di parte; queste disposizioni sono tuttora vigenti.
La dispensa dagli obblighi connessi con il sacramento dell'ordine e la conseguente dimissione dallo stato clericale può essere concessa per due motivi gravissimi:
- nei casi in cui il chierico non avrebbe dovuto essere consacrato perché privo della libertà o della responsabilità ovvero dell'idoneità;[6]
- nei casi in cui il richiedente si trova in una situazione irreversibile, come ad esempio il matrimonio civile e la prole ed ha da molto tempo abbandonato l'esercizio del ministero, per cui risulta impossibile ritornare alla vita sacerdotale.[7]

La concessione del rescritto di dispensa avviene dopo un lungo procedimento, che prevede due fasi: la prima a livello di diocesi o di istituto religioso, la seconda a livello della Congregazione per il clero, che dal 2005 è il dicastero competente in materia.